# Curtitoma novajasemljensis
Curtitoma novajasemljensis är en snäckart som först beskrevs av Leche 1878.  Curtitoma novajasemljensis ingår i släktet Curtitoma och familjen kägelsnäckor. Inga underarter finns listade i Catalogue of Life.